# Ian Heilbron
Sir Ian Morris Heilbron (1886-1959) là một nhà nhà hóa học người Anh. Ông đã được thưởng Huân chương Distinguish Service Order (DSO)của Anh và Huy chương Priestley của Hội Hóa học Hoa Kỳ năm 1945.
Ông cũng được bầu vào Royal Society năm 1931, và được phong tước hầu năm 1946.

## Giáo dục
Ông học ở các trường Glasgow High School, Royal Technical College (Anh) và Đại học Leipzig (Đức).

## Sự nghiệp
- Giảng viên, Royal Technical College, 1909-14
- Phục vụ trong Quân đội Anh, 1914-18 (huân chương DSO)
- Giáo sư khoa Hóa học hữu cơ, Royal Technical College, 1919-20
- Giáo sư Đại học Liverpool, 1920-33 (Heath Harrison Chair of Organic Chemistry)
- Giáo sư Đại học Manchester, 1933-8 (Sir Samuel Hall professor of chemistry, 1935-8)
- Giáo sư Imperial College, 1938-49
- Giám đốc Brewing Industry Research Foundation (Quỹ nghiên cứu Công nghiệp rượu bia) 1949-58

Ông là một người tiên phong trong nghiên cứu Hóa học hữu cơ dùng trong Công nghiệp và trong Liệu pháp chữa bệnh.